# 穂積神社 (さいたま市)

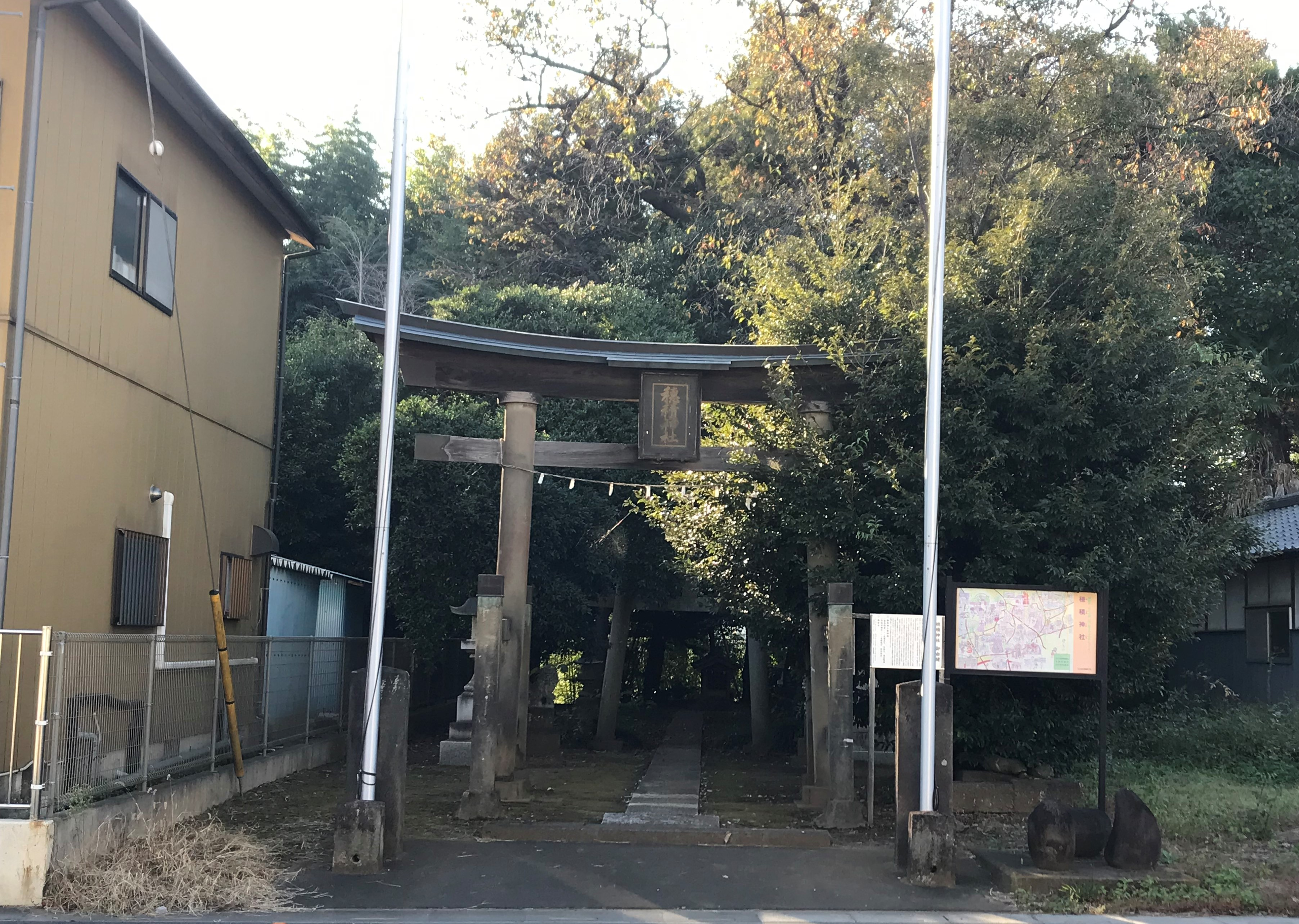
鳥居

穂積神社（ほづみじんじゃ）は、埼玉県さいたま市西区の神社。

## 歴史
創建年代は不明である。ただ江戸時代後期の地誌『新編武蔵風土記稿』に記載されていることから、その頃には既に存在していたものと推測される。上下宝来村・辻村・峰岸村の鎮守であった。
1873年（明治6年）、近代社格制度に基づく「村社」に列せられ、1907年（明治40年）の神社合祀により、周辺の3社が合祀された。その際に、旧村名の宝来（ほうらい）・辻（つじ）・峰岸（みねぎし）の頭文字を採り、「氷川神社」から「穂積（ほづみ）神社」に改称した。
当社の神体は男女の神像一対である。荒川の洪水で秩父方面から流れ着いたものといわれている。

## 交通アクセス
- 指扇駅より徒歩23分。